# Horus brevipes
Horus brevipes är en spindeldjursart som beskrevs av Beier 1964. Horus brevipes ingår i släktet Horus och familjen Olpiidae. Inga underarter finns listade i Catalogue of Life.